# Mirador 5 Fingers (Austria)
El Mirador 5 Fingers es una mirador en las montañas Dachstein de la Alta Austria, en el monte Krippenstein. La plataforma se asemeja a una mano extendida con cinco dedos que se adentran en el abismo, de ahí su nombre “5 dedos”. 
Cada plataforma que conforma cada uno de los dedos mide aproximadamente 4 metros de largo y están construidas sobre un precipicio de unos 400 metros de profundidad. 
El mirador se encuentraa menos de 20 minutos a pie de la estación Krippenstein del segundo tramo de la línea de teleférico de Dachstein Krippenstein.

## Características
Cada una de las 5 plataformas tienen una característica diferente. En una de ellas encontrarás un telescopio, mientras que en otras el suelo es de vidrio para dar sensación de que estás suspendido en el aire. 
El mirador está iluminado por la noche, lo que la hace visible desde Hallstatt y Obertraun. 